# Glenn Cornick

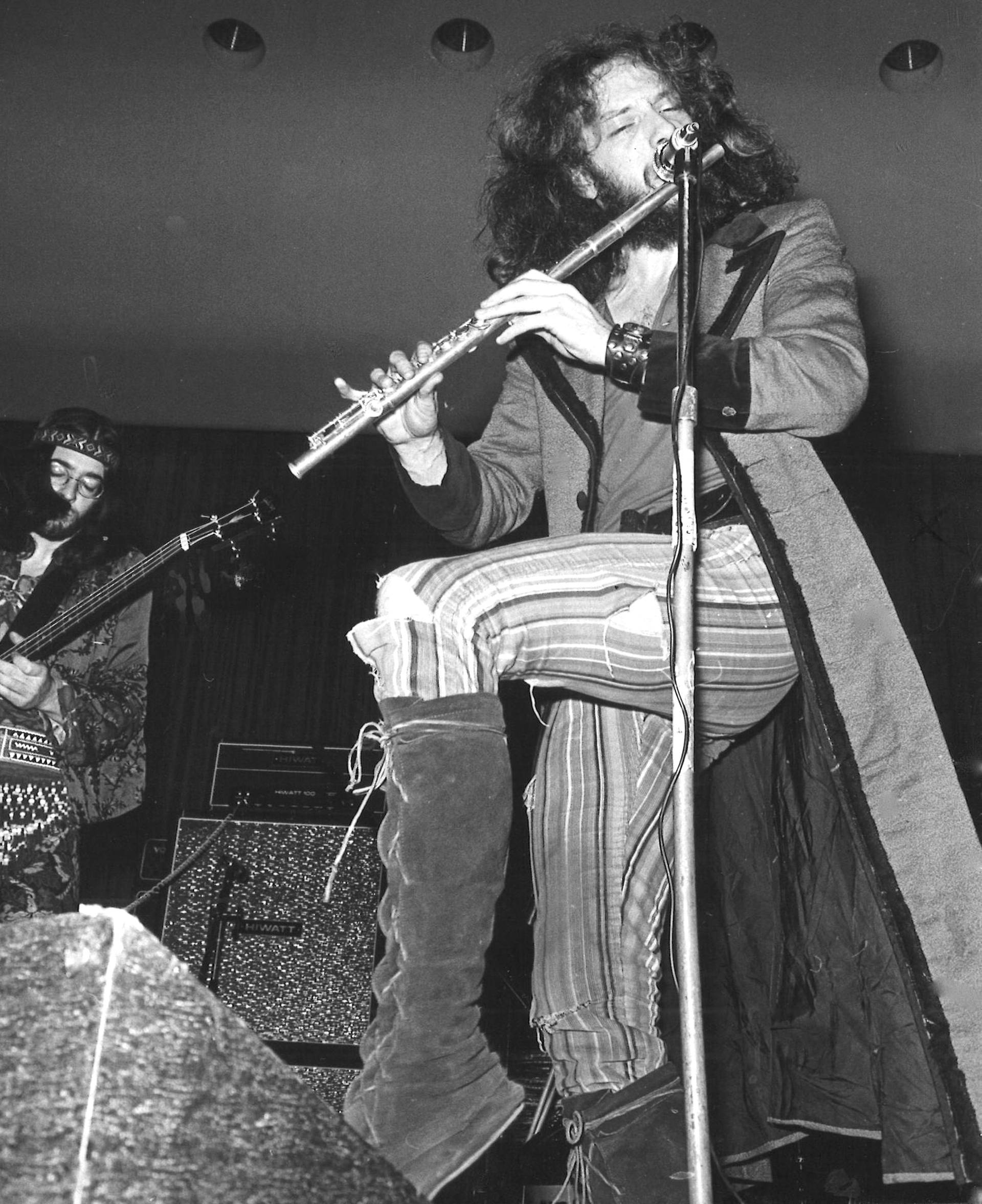
G. Cornick e Ian Anderson en una actuación en Helsinki en 1970.

Glenn Douglas Barnard Cornick (Barrow-in-Furness, Cumbria, 23 de abril de 1947 - Hilo, Hawái, 28 de agosto de 2014) fue el primer bajista de Jethro Tull y tocó en la banda entre los años 1967 y 1970.
Para muchos críticos fue el mejor bajista de Jethro Tull y su habilidad con el instrumento puede apreciarse particularmente en el álbum Stand Up (1969), destacando especialmente en el tema "Bourée".
Se separó del grupo en 1970, tras el tercer álbum de Jethro Tull (Benefit), para formar la banda Wild Turkey.
Entre 1975 y 1976 tocó con Karthago y Paris.
Cornick murió en Hilo, Hawái el 28 de agosto de 2014, debido a una congestiva insuficiencia cardiaca. Su excompañero de Jethro Tull, el cantante Ian Anderson le rindió un homenaje en el sitio web de la banda.

## Discografía

### Con Jethro Tull
- This Was (1968).
- Stand Up (1969).
- Benefit (1970).
- Living in the Past (1972) (consta de material grabado al mismo tiempo que los tres primeros álbumes).

### Con Wild Turkey
- Battle Hymn (1971).
- Turkey (1972).
- Stealer Of Years (1996).
- Final Performance (2000).
- Live In Edinburgh (2001).

### Con Karthago
- Rock'N'Roll Testament (1975).

Konstantin Bommarius era entonces el Baterista de Karthago , que fue una banda de heavy rock alemana, los cuales tocaban en cada festival importante en Alemania en los años setenta.

### Con Paris
- Paris (1975).
- Big Towne, 2061 (1976).